# NGC 1209
NGC 1209 је елиптична галаксија у сазвежђу Еридан која се налази на NGC листи објеката дубоког неба.
Деклинација објекта је - 15° 36' 40" а ректасцензија 3h 6m 2,9s. Привидна величина (магнитуда) објекта NGC 1209 износи 11,4 а фотографска магнитуда 12,4. Налази се на удаљености од 31,696 милиона парсека од Сунца. NGC 1209 је још познат и под ознакама MCG -3-8-73, PGC 11638.